# Thalassoma robertsoni
Thalassoma robertsoni là một loài cá biển thuộc chi Thalassoma trong họ Cá bàng chài. Loài này được mô tả lần đầu tiên vào năm 1995.

## Từ nguyên
Từ định danh của loài cá này, robertsoni, được theo tên của Tiến sĩ D. Ross Robertson, người làm việc tại Viện nghiên cứu Nhiệt đới Smithsonian, để vinh danh những đóng góp của ông trong việc nghiên cứu về các loài cá rạn san hô ở khu vực Đông Thái Bình Dương và biển Caribe.

## Phạm vi phân bố và môi trường sống
T. robertsoni có phạm vi phân bố giới hạn ở Đông Trung Thái Bình Dương. Loài này chỉ được tìm thấy tại vùng biển xung quanh đảo san hô Clipperton (thuộc Pháp).
T. robertsoni sinh sống trên các sườn dốc của rạn san hô viền bờ, thường là những khu vực có nước dâng mạnh, độ sâu khoảng 60 m.

## Loài bị đe dọa
Ở những vùng biển nhiệt đới phía đông Thái Bình Dương, tác động của El Niño đã dẫn đến tình trạng nước quá ấm và nghèo dinh dưỡng trong thời gian dài, gây nên sự suy giảm số lượng nghiêm trọng đối với các loài sống ở vùng nước nông. Thêm vào đó, T. robertsoni có phạm vi sinh sống rất hạn chế, với diện tích chỉ dưới 10 km². Vì những lý do này mà chúng được xếp vào Loài sắp nguy cấp.

## Mô tả
T. robertsoni có chiều dài cơ thể tối đa được ghi nhận là 7,8 cm. Cá đực có màu hồng tươi, phía sau đầu có một khoảng màu vàng tươi nổi bật ở sau đầu. Đầu có màu hồng tía với vệt màu xanh lam bên dưới mắt. Vây đuôi màu xanh lam. Vây ngực màu vàng. Cá cái và cá con có nửa thân dưới màu trắng xám; nửa thân trên được bao phủ bởi một dải màu nâu sẫm, vỡ thành những đốm hình chữ nhật ở thân sau.
Số gai ở vây lưng: 8; Số tia vây ở vây lưng: 13; Số gai ở vây hậu môn: 3; Số tia vây ở vây hậu môn: 11; Số gai ở vây bụng: 1; Số tia vây ở vây bụng: 5; Số tia vây ở vây ngực: 13 - 15; Số vảy đường bên: 25 - 27.